# Шіюгоу-Дунсі
Шіюгоу-Дунсі — газове родовище у Китаї. Входить до Сичуанського басейну.

## Опис
Відкрите 1955 року.
Глибина залягання покладів 1750 м.
Запаси 198 млрд м3.